# Holland Önkéntes Légió

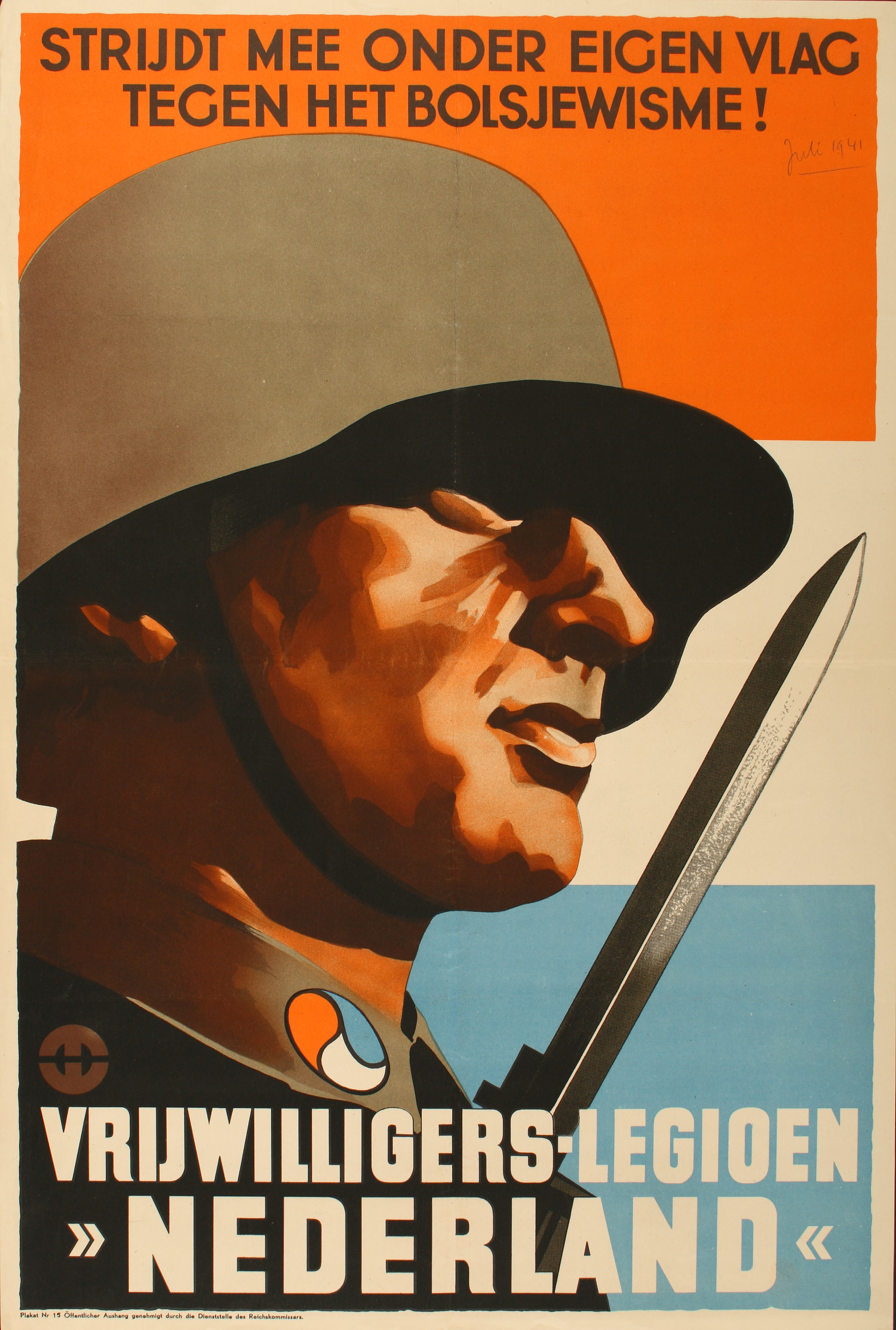
Az SS holland nyelvű toborzóplakátja.

A Holland Önkéntes Légió (hollandul: Vrijwilligerslegioen Nederland, németül: Niederländische Freiwilligenlegion) a Waffen-SS-hez tartozó holland kollaboránsokból álló katonai egység volt, amely a Wehrmacht alatt szolgálva harcolt a második világháborúban a Szovjetunió ellen. 1943 októberében páncélgránátos dandárrá szervezték. 1945 februárjában hadosztályi besorolást kapott annak ellenére, hogy létszáma alacsony volt.

## Előzmények
A Harmadik Birodalom 1940 májusában rohanta le Hollandiát. Akárcsak a szomszédos Belgiumban, úgy ebben az országban is számos náci-szimpatizáns frakció volt. Anton Mussert hozta létre a holland náci pártot, a Nationaal-Socialistische Beweging in Nederland-ot, ami viszont sosem kapott széleskörű támogatást. Az 1939-es országgyűlési választásokon jóval elmaradt az előírt küszöbtől: csupán 3%-ot ért el.
A holland társadalom, amely megszenvedte az 1930-as években a nagy gazdasági világválságot sokkal inkább irigységgel és bizalmatlansággal figyelte Németország Adolf Hitler általi megerősödését. A holland kormány pedig szigorú semlegességi politikát követett, s így próbálta elkerülni a német terjeszkedést.
Heinrich Himmler már 1939 óta arra törekedett, hogy más germán fajúakat is bevonjon az SS-be. Hollandia és Belgium 1940-es megszállása után az SS Westland elnevezésű egységében biztosították a belépést hollandok és flamandok számára.
A holland önkéntesek toborzását Hendrik Seyffardt egykori vezérkari főnök végezte, aki a németek mellé állt. Propagált mellette Mussert is, aki immáron Hitler hollandiai bábja volt. A jelentkező önkénteseknek kötelező volt igazolniuk tiszta árja származásukat.
A Holland Önkéntes Légió szerveződése viszonylag hamar megkezdődött (előbb mint a Flamand vagy a Vallon Légióé Belgiumban). Elsősorban fiatalok csatlakoztak a soraiba, akiket a propaganda és a Wehrmacht lehengerlően gyors győzelmei könnyen manipuláltak. Sokan úgy hitték, hogy vetekedni tudnának a Hitlerjugenddel is. Vonzotta őket továbbá, hogy az SS-propaganda nagy hangsúlyt fektetett a testedzésre.
Mások a kényszermunka elkerülésének reményében állt be, de sok börtönben ülő holland is csatlakozott szabadulásban bízva.
Az első önkéntesek már 1941 áprilisában megérkeztek Hamburgba, s egy hónappal a Barbarossa hadművelet kezdetekor már összeállt egy gyalogsági zászlóalj méretű hadtest, amely már hivatalosan is SS Önkéntes Holland Légió nevet viselte, parancsnoka pedig Seyffardt lett. 1941 novemberében a légiót Leningrád közelébe vezényelték a légiót és az Északi Hadseregcsoport része lett.
A kiképzés rendkívül megterhelő volt és számos holland sérelmezte, hogy az SS nem szívesen látja táboraiban a vallásgyakorlást (a náci ideológia eleve vallásellenes volt).

## A légió harcai

### Oroszországban
A Holland Önkéntes Légió a Volhov folyó vidékén védelmi feladatokat látott el a német hadsereg mögött 1942 január közepén. Június végén Leningrád ostromában vettek már részt, továbbá az augusztus végi Északi fény hadműveletben, majd a szinyavinói offenzívában. Ezek után a légiót áthelyezték Ladoga-tó közelébe, az év végén pedig összevonták a 2. SS gyalogsági brigáddal.
Néhány egységük az ukrajnai Harkov mellett is harcolt.
1943 januárjában a holland önkéntesek jelentősen kivették a részüket azon szovjet ellentámadások elleni harcokban, amelynek célja Leningrád felmentése volt. Az egyik holland, Geradus Mooyman, aki mindössze 19 éves volt, jelentős hírnévre tett szert azzal, 75 mm-es páncéltörő löveggel egymaga 23 szovjet tankot lőtt ki egy hónap alatt. Tetteiért első külföldiként megkapta a Vaskereszt lovagi fokozatát.
Február 6-án az Amszterdamban újabb önkénteseket toborzó Seyffardtot a holland ellenállás tagjai likvidálták.

### Jugoszláviában
1943 áprilisában a légiót visszarendelték Németországba átszervezésre (ezen norvég és lett kollaboráns egységek is részt vettek). Ekkor került sor az említett páncélgránátos dandárrá való átalakítására, amely két ezredből tevődött össze. Parancsnoknak a német Jürgen Wagnert tették meg.
Az átszervezés után a hollandokat Horvátországba vezényelték és beosztották Felix Steiner III. SS páncélos hadtestéhez. Az állomány 1500 főt számlált, többségüket az SS Viking hadosztályából helyezték át. Szerepe itt is hátvédelmi feladatokra terjedt ki, s kisebb összecsapásokban harcolt a horvát partizánok ellen. Újabb átszervezéseket követően 9342 fős alakulat lett a dandárból.

### A Baltikumban

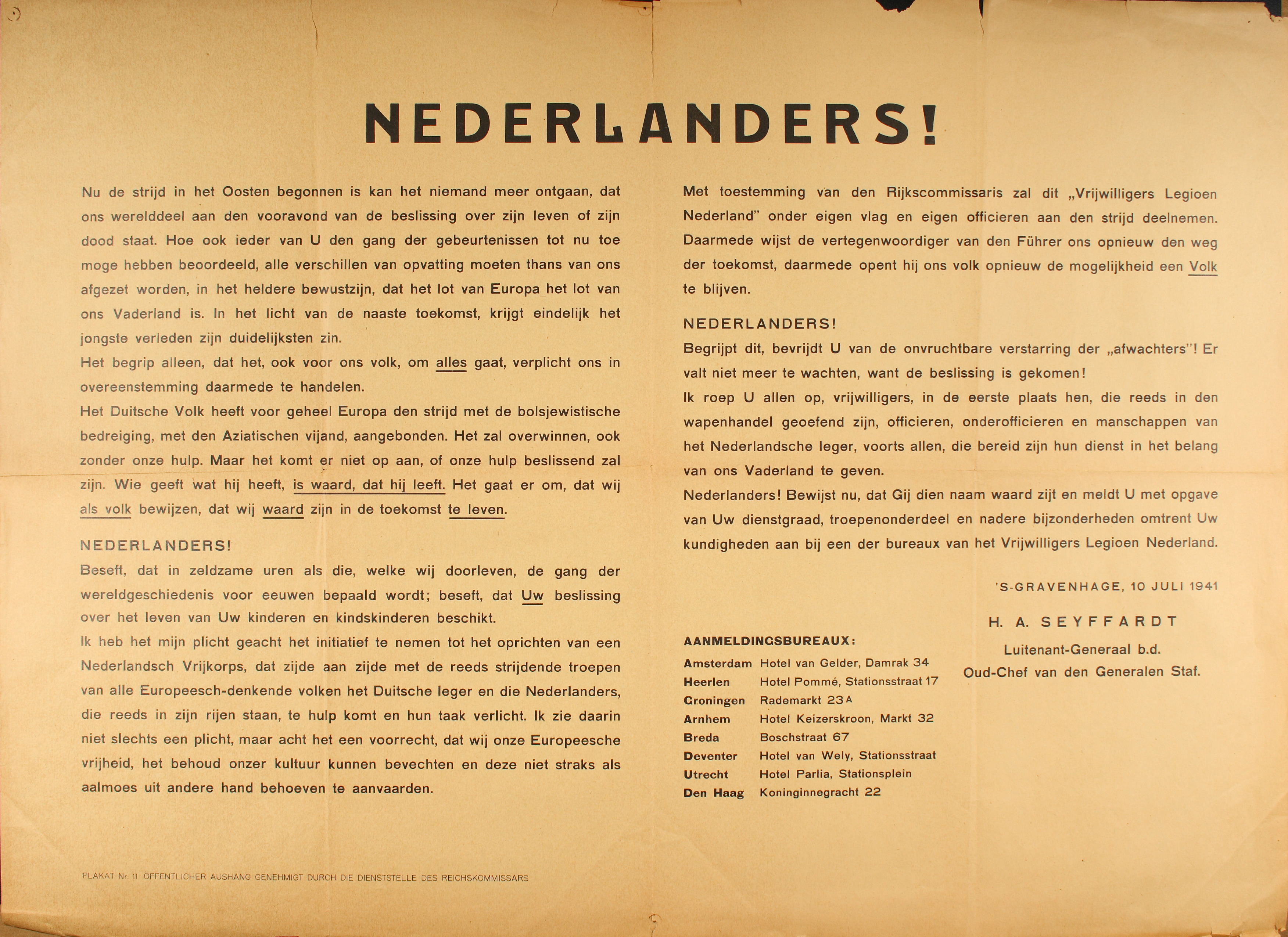
Seyffardt 1941. július 10-én kiadott kiáltványa a hollandokhoz, amelyben felszólítja őket, hogy vegyenek részt a Harmadik Birodalom mellett, a Szovjetunió elleni háborúban.

December 25-én a holland önkéntesek visszatértek a keleti frontra, az Északi Hadseregcsoporthoz. Állomáshelyük a Finn-öböl melletti Oranienbaumban volt és a 18. hadsereg alá kerültek. Amikor a Vörös Hadsereg áttörte a német vonalat Krasznoje Szelo és Ropsa között a holland egységeknek is vissza kellett vonulniuk, hogy elkerüljék a Leonyid Govorov vezette ellenség bekerítő akcióját. A holland önkéntesek keményen harcoltak, helytállásukkal kivívták a németek elismerését.
A leningrádi fronton keresztül Észtországba, Narvának vonultak vissza, ahol tovább harcoltak az ivangorodi hidfőért. A harc sok áldozatot szedett, miközben a holland kollaboránsok újabb elismerésre tettek szert a németek előtt.
A június végi Bagratyion hadművelet tovább veszélyeztette az állásaikat, ezért felsőbb parancsra visszavonultak a Tannenberg-vonal védelmére. A visszavonulás során viszont pusztító szovjet légitámadás érte a hollandokat július 24-én, amit csak néhányan éltek túl.
A légió maradványait egyesítették a Vallon Légió egységeivel Léon Degrelle vezetése alatt. Az egység Kúrföldön katlanba került, ahol Wagner utasítása nyomán atrocitásokat műveltek a helyi civilek ellen. 1945. január 26-án a Balti-tengeren át evakuálták őket és Stettinbe vitték át. További hadműveleteket az Odera vonalának védelmében tettek, mígnem elérték Németország területét.

## A végső szakasz

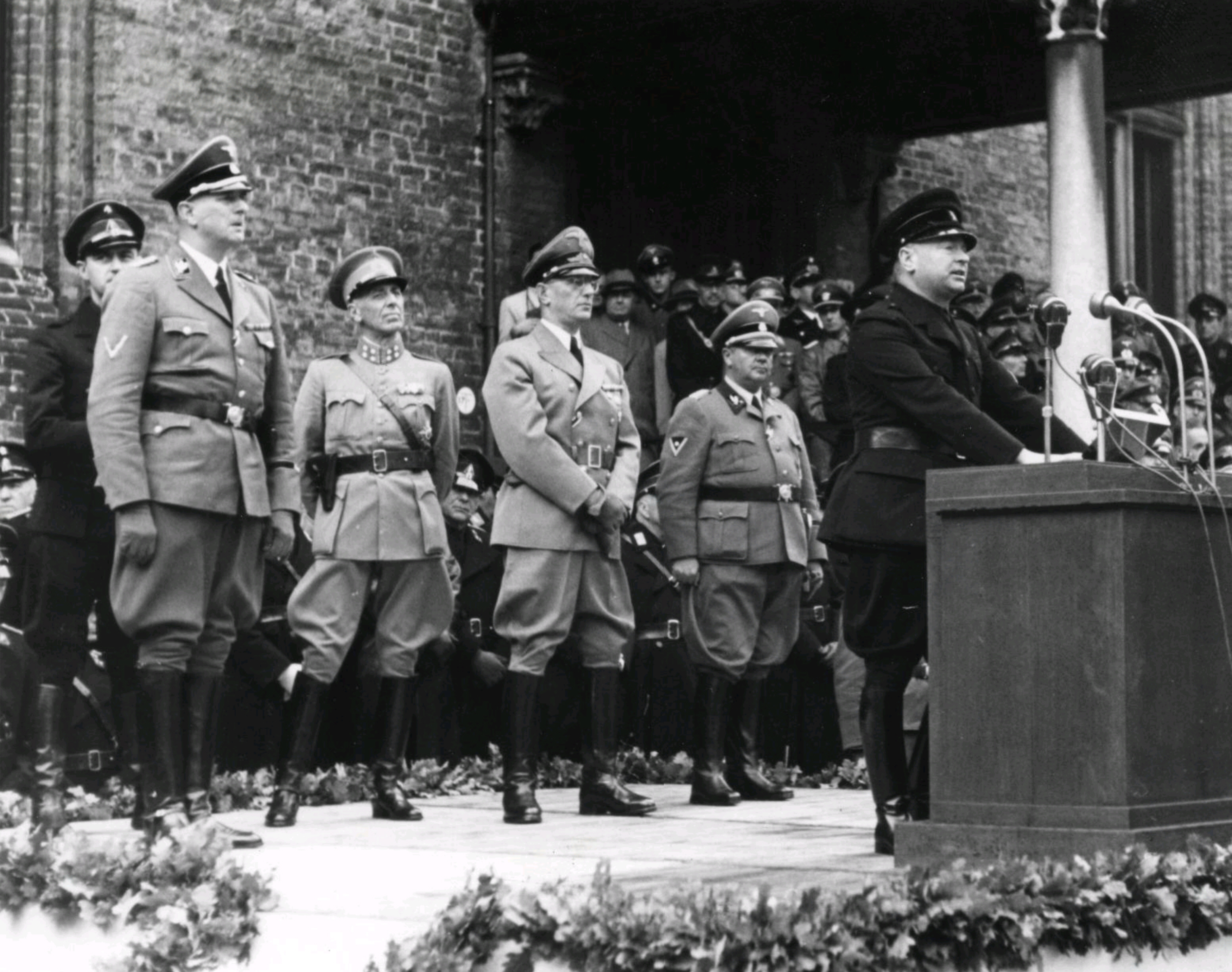
Anton Mussert Hágában tart beszédet, mögötte Hendrik Seyffardt (balról a második).

A megmaradt 1000 főnyi holland önkéntest 3. SS önkéntes holland páncélgránátoshadosztály  néven szervezték újjá, noha ez a létszám nem felelt meg egy hadosztálynak. Az egység Steiner 11. SS páncélos hadseregéhez lett beosztva, s hollandokból, németekből valamint erdélyi németekből álló erősítéseket kapott. A Holland Önkéntes Légió maradéka részt vett a Napforduló hadműveletben és Altdamm (ma Dąbie, Lengyelország) melletti csatákban.
1945 áprilisában a holland hadosztályt két csoportra osztották. Az április 16-án indult szovjet ellentámadás 9 nap múlva éket vert a két hadtest közé és megszűnt közöttük a kommunikáció. Az egyik hadtest nyugatnak vonult vissza és megadta magát az amerikai hadseregnek. A másik hadtestet a szovjetek Halbénak szorították. Maradékaikat a Waffen-SS 15. gránátoshadosztályába olvasztották be, végül megsemmisítették őket a halbei katlanban. Néhány túlélő végig harcolta Breslau ostromát 1945. május 6-ig.

## A háború után

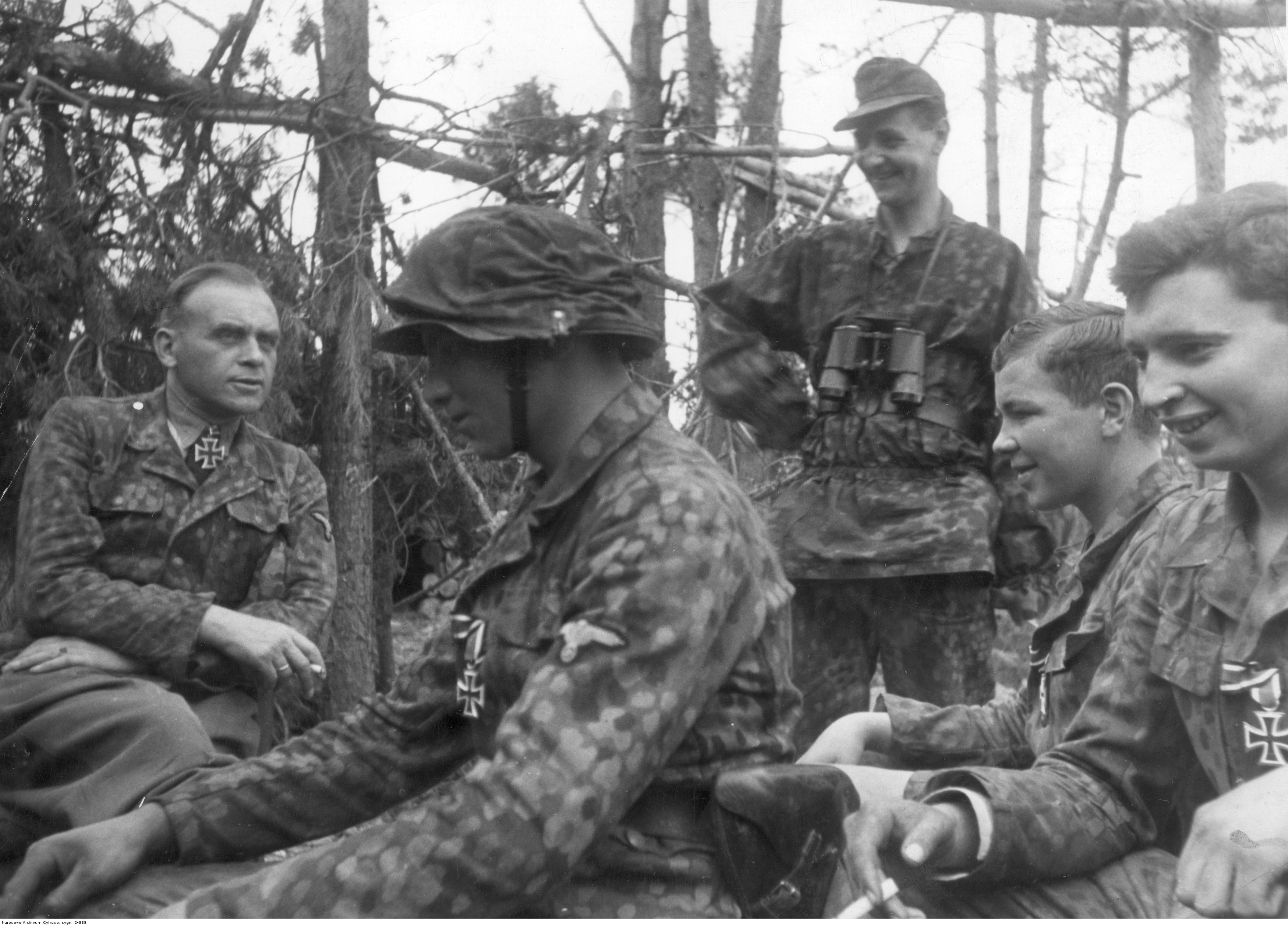
Jürgen Wagner néhány hollanddal az észtországi fronton, 1944 májusában.

Az egykori önkéntesek közül sokakat bíróság elé állítottak Hollandiában és több halálos ítéletet hoztak, melyeket végül mind határozott idejű börtönbüntetésre változtatták, de az elítéltek rövidesen kegyelmet kaptak. Wagnert Jugoszláviában ítélték el és végezték ki háborús bűnökért 1947. június 27-én.
Számos holland tisztje a légiónak a koncentrációs táborokban is szolgált.
Voltak olyan holland veteránok a Wehrmachtból, akik szabad emberként visszatérhettek Hollandiába, újra a királyi hadsereghez igazolhattak és nevük tisztára mosása érdekében harcoltak a indonéz függetlenségi háborúban.

## Létszáma
A holland források 6000 főre teszik a légióban szolgált hollandok számát, más források szerint a szám elérhette a 10 ezer főt is. A Wehrmachtban összességében viszont mintegy 25 ezer holland nemzetiségű harcolt, akiknek egyharmada elesett a keleti fronton. Hollandia szövetséges felszabadítása során is legalább 65 ezer holland kollaboráns menekült Németországba.
Közel 4600 fő korábban a holland királyi hadsereg kötelékében szolgált. Himmler egyébként sérelmezte, hogy az invázió előtti holland seregből, amely közel 80 ezer fős volt, nem sikerült még több katonát átcsábítani.
Nagyon sok belgiumi flamand lépett be a Holland Önkéntes Légióba, mert nem akartak a Waffen-SS kötelékébe kerülni, illetve a Nagy-Hollandia eszményét is vallották, amelyhez Flandria is csatlakozna a jövőben, német támogatással. A légió viszont már a kezdetektől a Waffen-SS része volt.
A légió 48-as számot viselő ezredét utóbb Seyffardt tiszteletére nevezték el. A 49. számú ezred Michiel de Ruyter holland admirális nevét vette fel, aki 1676-ban magyar gályarabokat szabadított ki.
A harcokban a veszteségeik jelentősek voltak, azonban főleg Leningrádnál nem is annyira az ellenség fegyverei, mindinkább az extrémerős orosz tél szedte a legtöbb áldozatot.

## Az egység parancsnokai
- Herbert Garthe (1941 november − 1942 február)
- Otto Reich (1942 február − 1942 április)
- Arved Theuermann (1942 április)
- Josef Fitzthum
- Jürgen Wagner (1944. április 20. − 1945. május 1.)